# إيمانويل آكس
إيمانويل آكس بالإنجليزية Emanuel Ax (و. 8 يونيو 1949) عازف بيانو أمريكي من أصل بولندي.
بدأ دراساته الموسيقية في سن السادسة، بعد انتقال أسرته لنيويورك عام 1961، التحق بمدرسة جوليارد كطالب في ميزسلاف مانز. فاز بالمركز الأول في مسابقة آرثر روبنشتاين الدولية للبيانو في تل أبيب عام 1974 وحصل على جائزة أفيري فيشر عام 1979. من وقتها تمتع بمشوار فني مضمون كفنان في الأداء والتسجيلات.
مع إخلاص لأعمال موتسارت وبيتهوفن وشوبان وبرامز – في موسيقى لديه لحظات رائعة كعازف بيانو – كان آكس مهتما بأعمال المؤلفين الموسيقيين المعاصرين، بمن فيهم جوزيف شوانتنر وبيتر ليبرسون وكريستوفر روس وبراين شنج وأهدى له جون آدامز كونشرتو البيانو بعنوان «القرن يمر» 1996. في الحفل الموسيقي ناصر كونشرتو شونبرج إضافة إلى موسيقى بارتوك وهندميث. رغم نجاحه كان آكس يميل لتقديم تفسير عالمي لما سماه الروس في الأيام الأولى – وهو لامع وحرفي لكن يفتقر للفردية.

## هوامش
1. 1 2   https://www.staatsoper-berlin.de/de/kuenstler/. اطلع عليه بتاريخ يونيو 2025. {{استشهاد ويب}}: |url= بحاجة لعنوان (مساعدة)، الوسيط |title= غير موجود أو فارغ (من ويكي بيانات) (مساعدة)، وتحقق من التاريخ في: |accessdate= (مساعدة)
2. ↑  NPR Encylopedia of Classical Music

## روابط خارجية
- إيمانويل آكس على موقع IMDb (الإنجليزية)
- إيمانويل آكس على موقع ميوزك برينز (الإنجليزية)
- إيمانويل آكس على موقع أول ميوزيك (الإنجليزية)
- إيمانويل آكس على موقع ديسكوغز (الإنجليزية)
- إيمانويل آكس على موقع قاعدة بيانات الفيلم (الإنجليزية)